# RMS Mauretania (1906)
RMS (ang. Royal Mail Steamer) Mauretania (w czasie pierwszej wojny światowej także HMT Mauretania lub HMHS Mauretania), siostrzany statek Lusitanii i Aquitanii – parowiec transatlantycki, zbudowany w stoczni Swan w Newcastle, zwodowany 20 września 1906. Matką chrzestną statku była Anne Emily Innes-Ker, księżna Roxburghe. W tym czasie był największym, najszybszym, a także do momentu zbudowania Olympica i Titanica najbardziej luksusowym statkiem świata. Zaprojektowany przy współpracy specjalistów z Admiralicji, był pierwszym statkiem pasażerskim napędzanym turbiną parową i posiadającym specjalnie zaprojektowaną konstrukcję kadłuba. Pozwalało mu to na rozwijanie prędkości nawet do 33 węzłów.

## Historia
Budowa Mauretanii została sfinansowana m.in. z kredytu w wysokości 2,6 mln funtów udzielonego przez rząd brytyjski na 20 lat, z oprocentowaniem 2,75%. Warunkiem otrzymania kredytu przez armatora było zbudowanie w Wielkiej Brytanii dwóch liniowców zdolnych osiągnąć średnią prędkość 24,5 węzła przy średnich warunkach pogodowych. Drugim warunkiem było postawienie statków do dyspozycji Admiralicji w przypadku wybuchu wojny. Oba wielkie liniowce były pierwszymi statkami floty Cunarda, których budowę konsultowano z Admiralicją pod kątem ewentualnego wykorzystania statków podczas wojny w roli pomocniczych krążowników. Zostały też pierwszymi statkami Cunarda, dla których nazwy wybrano w drodze specjalnie ogłoszonego konkursu.
W dniu 16 listopada 1907 „Mauretania” wypłynęła w rejs dziewiczy. W tym samym miesiącu przebyła Ocean Atlantycki ze średnią prędkością 23,69 węzła (na trasie Ameryka-Europa) i zdobyła Błękitną Wstęgę Atlantyku – nagrodę dla statku, który najszybciej pokona dystans między Europą a Ameryką. Początkowo rywalizowała o tytuł najszybszego statku na Atlantyku z bliźniaczą Lusitanią, ale od 1908 r. ostatecznie rekord pozostał przy Mauretanii. Jej osiągnięcia nie zdołano pobić przez kolejne 20 lat. 25 lipca 1922 Mauretania poprawiła własny rekord uzyskując średnią prędkość 26,06 węzła: podróż z Queenstown w Irlandii do Nowego Jorku trwała tylko 4 dni, 10 godzin i 51 minut. W 1927 r., mając z górą 20 lat służby, spiesząc na sygnał SOS z innego statku, rozwinęła średnią prędkość 29 węzłów. Statkiem, który ostatecznie odebrał „Mauretanii” oba rekordy trasy, została w 1929 roku sławna niemiecka dwukominowa SS Bremen (51.656 BRT, „rodem” z Bremy). Dwudziestodwuletnia „Mauretania” jeszcze w tym samym roku spróbowała odzyskać utracone trofeum, rozwijając w jednym z rejsów do Europy prędkość aż 27,22 w. Przegrała po walce w wielkim stylu, pokazała też swą kondycję. A była ona, pomimo wieku, wspaniała: w lipcu 1933 r. przez godzinę „Mauretania” utrzymywała szybkość 33 węzłów.
W czasie I wojny światowej „Mauretania” była używana przez Admiralicję jako statek transportowy, a przejściowo jako statek szpitalny. Uzbrojona w artylerię, brała udział w operacji w Dardanelach, transportowała żołnierzy alianckich na Bliski Wschód, a następnie pod nazwą Tuberose wojska amerykańskie do Europy. Zasłynęła wówczas użyciem nowatorskiego kamuflażu "Dazzle" w formie przenikających się, nieregularnych czarno-białych rombów. Zwolniona ze służby wojennej została w maju 1919.
Do obsługi pasażerskich linii atlantyckich wróciła w marcu 1920 po przeprowadzeniu remontu i przebudowy. W 1923 przeszła na paliwo płynne, a w 1927 przeprowadzono modernizację wnętrz.
Cunard wycofał Mauretanię z obsługi pasażerskiej we wrześniu 1934, po jej ostatnim rejsie z Nowego Jorku do Southampton. Bogate wyposażenie statku (meble itp.) zostało zlicytowane, a sam statek został pocięty na złom w 1935 w Rosyth.

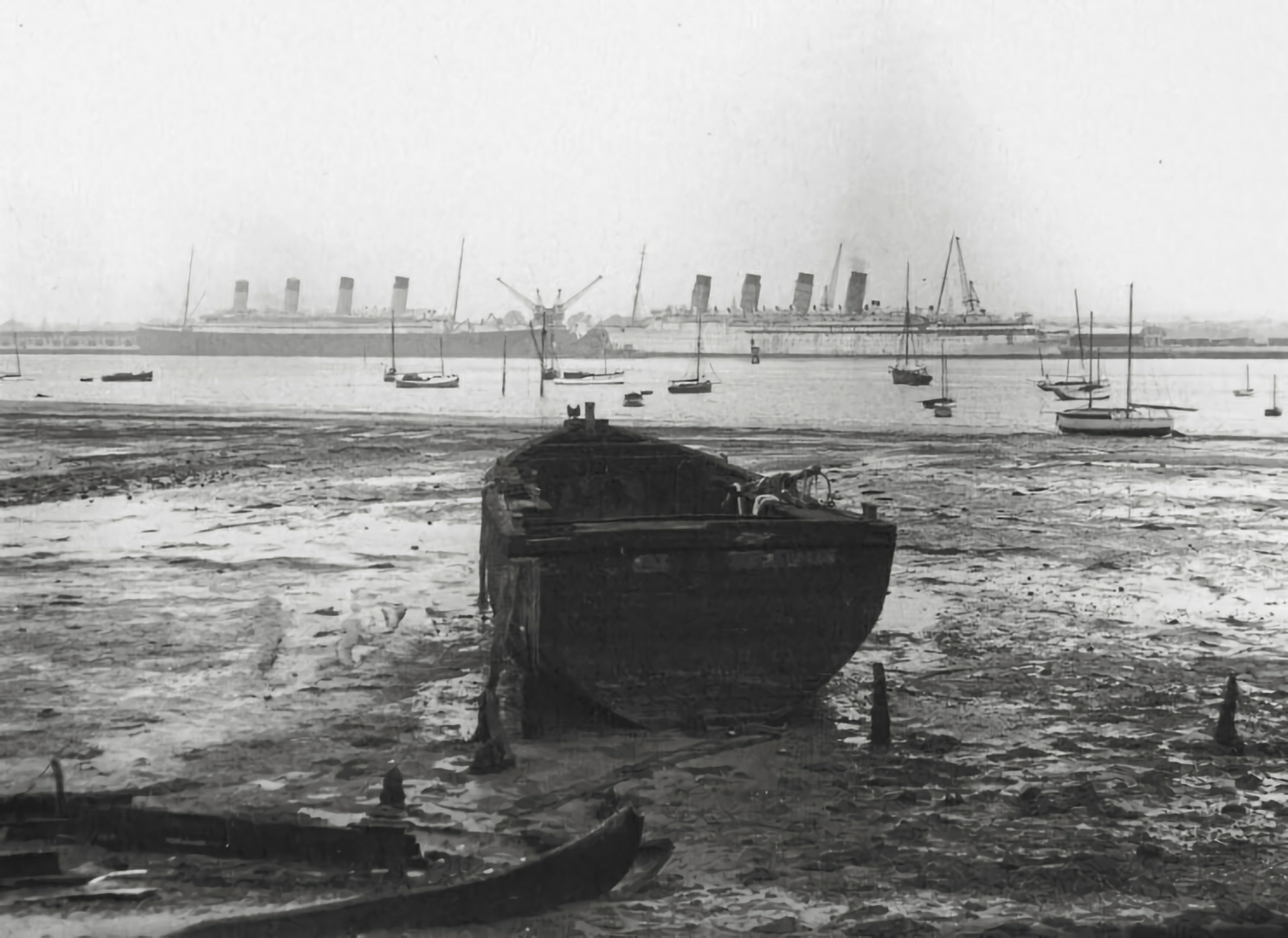
RMS Olympic i RMS Mauretania przed rozbiórką (1935)

## Błękitna Wstęga Atlantyku[6][7]
- Listopad 1907 podczas podróży do Southampton przy prędkości 23,69 węzła.
- Marzec 1908 podczas podróży do Southampton przy prędkości 24,42 węzła.
- Maj 1908 podczas podróży do Nowego Jorku przy prędkości 24,86 węzła.
- Luty 1909 podczas podróży do Southampton przy prędkości 25,28 węzła.
- Marzec 1909 podczas podróży do Southampton przy prędkości 25,61 węzła.
- Maj 1909 podczas podróży do Southampton przy prędkości 25,70 węzła.
- Czerwiec 1909 podczas podróży do Southampton przy prędkości 25,88 węzła.
- Sierpień 1924 podczas podróży do Southampton przy prędkości 26,16 węzła.

## Dane techniczne[8]
- tonaż – 31 938 BRT
- wymiary – 232,31 × 26,82 m (762,2 × 88,0 stóp)
- liczba kominów – 4
- liczba masztów – 2
- konstrukcja: stalowa
- silniki: 2 wysokoprężne turbiny parowe Parsonsa
- prędkość – do 27 węzłów
- zbudowany w stoczni Swan, Hunter & Wigham Richardson
- wodowanie – 20 września 1906
- liczba miejsc dla pasażerów – 563 w pierwszej, 464 w drugiej i 1138 w trzeciej klasie